# Willie Hawley
William Hawley là một cầu thủ bóng đá người Anh từng thi đấu ở vị trí hậu vệ phải cho Huddersfield Town, Blackpool, Halifax Town, và Rotherham Town.

## Sự nghiệp thi đấu
Hawley đá một trận cho Port Vale với tư cách khách mời trong Thế chiến thứ I, thi đấu ở vị trí left-half trong thất bại 2–0 to kình địch Stoke vào ngày 29 tháng 3 năm 1918. Ông sau đó thi đấu cho Huddersfield Town, Blackpool, Halifax Town, và Rotherham Town.

## Thống kê
Nguồn:
| Câu lạc bộ        | Mùa giải | Hạng đấu             | Giải vô địch | Giải vô địch | Cúp FA | Cúp FA | Tổng | Tổng |
| Câu lạc bộ        | Mùa giải | Hạng đấu             | Trận         | Bàn          | Trận   | Bàn    | Trận | Bàn  |
| ----------------- | -------- | -------------------- | ------------ | ------------ | ------ | ------ | ---- | ---- |
| Huddersfield Town | 1920–21  | Second Division      | 0            | 0            | 0      | 0      | 0    | 0    |
| Blackpool         | 1921–22  | Second Division      | 0            | 0            | 0      | 0      | 0    | 0    |
| Halifax Town      | 1922–23  | Third Division North | 7            | 0            | 0      | 0      | 7    | 0    |